# Herrenberg (Luxemburg)
Herrenberg (en luxemburguès: Härebierg) és una muntanya de 394 metres d'altitud, que es troba a la comuna de Diekirch, al cantó de Diekirch i al sud oest de Luxemburg.
Està situada entre les localitats de Diekirch, Bastendorf i Gilsdorf. En aquest lloc hi ha el Centre de Formació Militar del Gran Ducat.